# Archiparapoderus nigripennis
Archiparapoderus nigripennis là một loài bọ cánh cứng trong họ Attelabidae. Loài này được Fabricius miêu tả khoa học năm 1792.